# الشركة السعودية للذكاء الاصطناعي
الشركة السعودية للذكاء الاصطناعي "سكاي" (بالإنجليزية: Saudi Company for Artificial Intelligence)‏ (اختصارا: SCAI) هي إحدى شركات صندوق الاستثمارات العامة في المملكة العربية السعودية تختص بمجال الذكاء الاصطناعي والتقنيات الحديثة.

## التأسيس
أعلنت الشركة عن إطلاق أعمالها في يناير 2022، وتعمل على تقديم حلول متنوعة في قطاع الذكاء الاصطناعي لمجموعة من القطاعات ذات الأولوية في السعودية مثل قطاع الطاقة والرعاية الصحية، وتقدم الخدمات والحلول الذكية في قطاع الذكاء الاصطناعي للمدن الذكية.